# Stânca, Tulcea
Stânca este un sat în comuna Casimcea din județul Tulcea, Dobrogea, România. Se află în partea de sud a județului, în Podișul Casimcei. În localitate nu mai exista niciun locuitor încă de la recensământul din 2002. În trecut satul a purtat numele turcesc Mahomencea, primind actuala denumire prin Decretul Consiliului de Stat nr. 799/1964 privind schimbarea denumirii unor localități.